# Lubná (Boêmia Central)
Lubná é uma comuna checa localizada na região da Boêmia Central, distrito de Rakovník.